# Caleta Colorada
Caleta Colorada es una playa peruana ubicada a orillas del océano Pacífico en el distrito de Nuevo Chimbote, provincia del Santa, en el departamento de Áncash.

## Descripción

### Ubicación
Se considera la primera playa nudista del Perú, ya que se tiene registro de la práctica del nudismo y naturismo en ese lugar al norte peruano desde inicios de los años 2010. La playa, aunque esta en suelo continental se encuentra rodeadas de cerros, por lo que solo es accesible mediante el cruce del mar en la parte oriental de la península del Ferrol en la bahía de Samanco.

### Playa nudista
La playa obtuvo popularidad entre 2010 a 2011, ya que era el punto de encuentro de bañistas, principalmente jóvenes, que buscaban un punto alejado de las urbes de alrededor como Chimbote, Nuevo Chimbote y de zonas metropolitanas más alejadas como Trujillo. Aunque la presencia de practicantes del nudismo fue criticado por cierta población conservadora cercana de la playa.
La municipalidad del distrito de Nuevo Chimbote liderado por el alcalde Valentín Fernández Bazán tomó postura a favor de los nudistas al hacer oficial el estatus de playa nudista de Caleta Colorada.
El mes de febrero es la época del año en donde la afluencia de veraniantes es mayor. En febrero de 2022 en el contexto de la pandemia de COVID-19 en Áncash, las autoridades municipales informaron que la playa se había convertido en un punto fuerte de intercambio comercial, y que representaba un fuerte punto de contagio de la COVID-19.